# Hasso von Manteuffel
Hasso Eccard von Manteuffel (Potsdam, 14 gennaio 1897 – Reith im Alpbachtal, 24 settembre 1978) è stato un generale e politico tedesco durante la seconda guerra mondiale.

## Biografia
Von Manteuffel nacque nel 1897 a Potsdam, presso Berlino, da una famiglia di solide tradizioni militari. Nel 1908 entrò alla scuola cadetti di Naumburg, passando tre anni dopo all'accademia di Berlino-Lichterfelde. Promosso tenente nel 1916, partecipò alla prima guerra mondiale con la 6ª divisione di fanteria, combattendo nelle battaglie di Verdun e della Somme.
Nel novembre del 1918 prese parte alla difesa dei ponti sul Reno, presso Colonia, quando, dopo la stipula dell'armistizio, passò dapprima al Freikorps von Oven, a Berlino, e successivamente nel 3º reggimento di cavalleria della Reichswehr. Il 1º febbraio 1930, promosso Oberleutnant (tenente), venne trasferito al comando dello squadrone tecnico, sempre del 3º reggimento di cavalleria, passando, il 1º ottobre 1932, al comando di uno squadrone del 17º reggimento di cavalleria a Bamberga. Il 1º aprile 1934 venne promosso Hauptmann (capitano) e il 1º ottobre venne destinato al 2º battaglione fucilieri motorizzato di stanza ad Eisenach.
Nel dicembre del 1935 passò alla 2. Panzer-Division, dove, fra il 1936 e il 1937, ricoprì l'incarico di ufficiale istruttore. Il 1º marzo 1937, su richiesta esplicita di Heinz Guderian, venne trasferito al neocostituito Ispettorato generale delle truppe corazzate e il 1º febbraio 1939 al comando dello staff direttivo della scuola per truppe corazzate di Berlino-Krampnitz.
Allo scoppio della guerra assunse il comando del 7º reggimento fucilieri della 7. Panzer-Division, sotto il comando di Erwin Rommel: dopo un breve periodo trascorso in Francia, sempre con tale unità prese parte all'Operazione Barbarossa, come parte del Gruppo d'armate Centro. Il 21 agosto 1941 passò al 6º reggimento, sempre all'interno della 7. Panzer-Division.
Promosso Oberst (colonnello) il 1º ottobre, il 27 novembre 1941 venne insignito della Croce di Cavaliere per la conquista e l'occupazione dei ponti di Lepel', sulla Beresina, passaggio obbligato per l'avvicinamento a Mosca. Il 15 luglio 1942 venne trasferito al fronte Nord Africano, dove rimase fino all'aprile del 1943 come comandante della divisione "von Manteuffel". Il 20 agosto 1943 ritornò sul Fronte Orientale, con il grado di Generalmajor (generale di brigata) e l'incarico di comandante della 7. Panzer-Division inquadrata nella 4ª Panzerarmee del generale Hermann Hoth, impegnata nella difesa della linea del Dniepr.
Il 3 novembre il generale von Manteuffel venne impegnato, con la sua divisione corazzata, nella improvvisa battaglia per Kiev, ma, nonostante una serie di contrattacchi, i suoi reparti non riuscirono a bloccare l'offensiva sovietica e dovettero ripiegare verso sud-ovest. Kiev venne liberata dall'Armata Rossa il 6 novembre. Manteuffel si prese la rivincita poche settimane dopo, guidando la 7. Panzer-Division nella riuscita controffensiva che permise ai suoi reparti corazzati di riconquistare Žitomir il 19 novembre. Per questo brillante successo il generale fu decorato con le Fronde di Quercia della Croce di Cavaliere.
Il 19 gennaio 1944 passò al comando della Panzergrenadier-Divisione "Grossdeutschland", ricevendo il 1º febbraio successivo i gradi di Generalleutnant (Generale di divisione) e il 22 febbraio aggiunse le Spade alla Croce di Cavaliere, per i successi riportati nel settore di Radomyšl' (nel saliente di Kiev). In agosto, respinto verso la Romania dalla sempre più inarrestabile avanzata dell'Armata Rossa, venne trasferito, insieme alla divisione "Grossdeutschland", nella Prussia Orientale.
Promosso il 1º settembre General der Panzertruppen (generale delle truppe corazzate), pochi giorni dopo venne trasferito alla 5ª Panzerarmee impegnata in Francia a contrastare l'avanzata delle forze alleate: al comando di tale unità combatté per oltre un mese nel settore di Lunéville e successivamente in Lorena. Intorno alla metà di ottobre venne richiamato in Germania per preparare l'ultima offensiva tedesca della guerra sul fronte occidentale, l'Offensiva delle Ardenne. Nonostante il fallimento il 18 febbraio 1945 ricevette i Diamanti della Croce di Cavaliere, venendo nuovamente trasferito, il 2 marzo, sul fronte orientale, questa volta al comando della 3ª Panzerarmee in sostituzione di Erhard Rauss. Incalzato dalle forze sovietiche il 19 marzo abbandonò Stettino, guidando poi la ritirata verso ovest attraverso la Pomerania e il Meclemburgo, per arrendersi l'8 maggio 1945 alle forze americane.
Prigioniero di guerra fino al settembre del 1947, venne successivamente rilasciato senza che nessuna accusa gli venisse mossa. Si impegnò quindi in un'intensa attività pubblicistica e letteraria. Tra il 1953 e il 1957 fu eletto al Bundestag nelle file del Partito Liberale Democratico (FDP). Su suo suggerimento le forze armate della Germania Ovest (e poi della Germania unita) furono chiamate Bundeswehr. Morì in Austria, a Reith im Alpbachtal, il 24 settembre 1978.